# 430-km-Rennen von Monza 1991

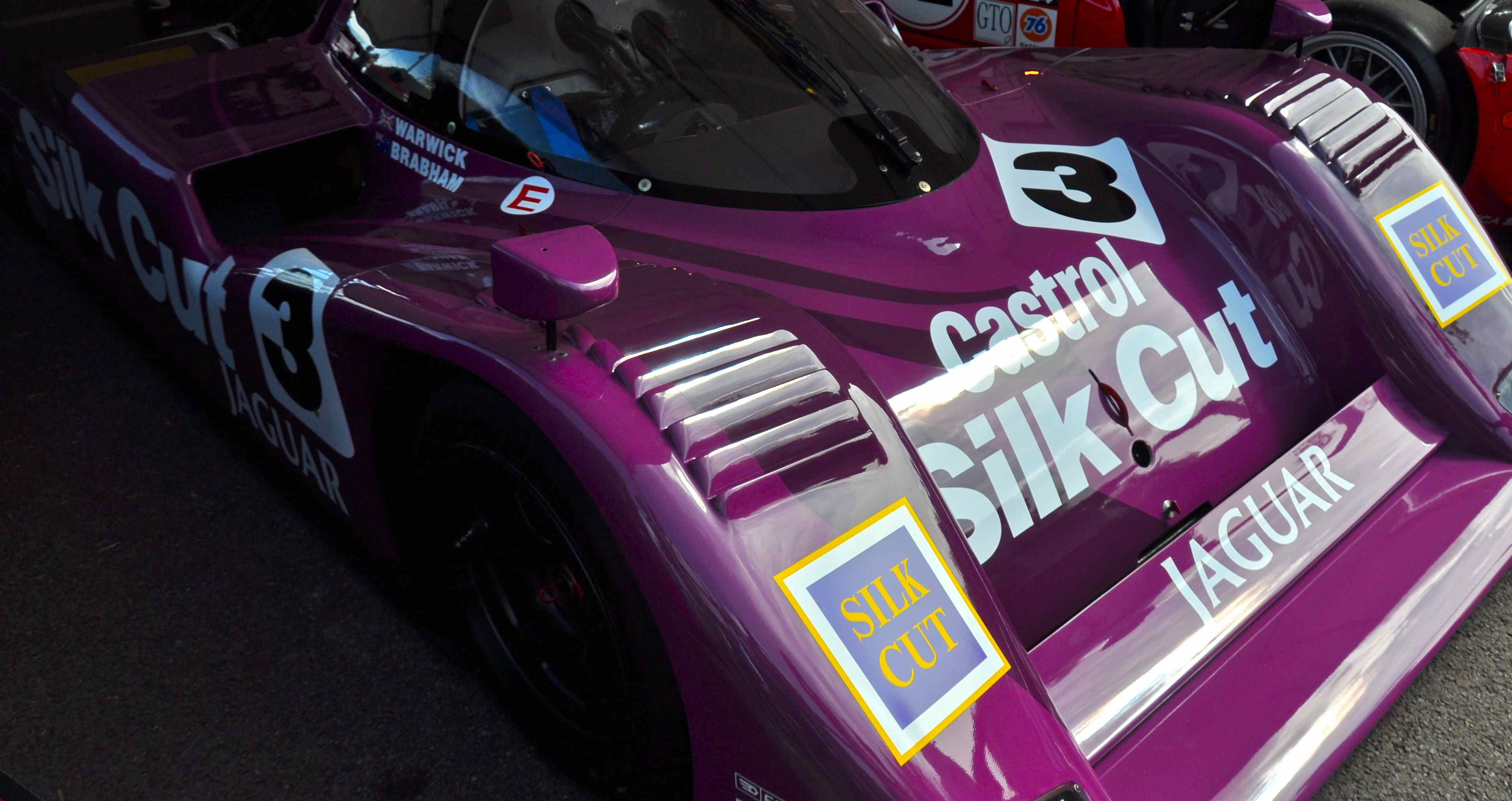
Jaguar XJR-14 mit der Startnummer 3; Siegerwagen von Martin Brundle und Derek Warwick

Das 30. 1000-km-Rennen von Monza, auch FIA SWC – Trofeo Caracciolo, Autodromo Nazionale di Monza, fand am 5. Mai 1991 über eine Distanz von 430 Kilometern auf dem Autodromo Nazionale Monza statt und war der zweite Wertungslauf der Sportwagen-Weltmeisterschaft dieses Jahres.

## Das Rennen
Nach den technischen Problemen der neuen Jaguar XJR-14 beim Saisoneröffnungsrennen in Suzuka kamen die beiden eingesetzten Prototypen in Monza ohne Schwierigkeiten über die Distanz. Das Rennen gewannen Martin Brundle und Derek Warwick im Wagen mit der Nummer 3 vor dem zweiten Jaguar mit der Nummer 4, wo Martin Brundle neben Teo Fabi ebenfalls am Steuer saß.
Die Konkurrenzteams von Peugeot und Sauber verloren jeweils ein Auto durch Motorschaden. Während der Mercedes-Benz C11 von Jean-Louis Schlesser und Jochen Mass als Gesamtdritter ins Ziel kam, mussten sich Mauro Baldi und Philippe Alliot im Peugeot 905 mit dem achten Endrang zufriedengeben.

## Ergebnisse

### Schlussklassement
| 1               | Cat. 1 | 3  | Silk Cut Jaguar        | Martin Brundle Derek Warwick          | Jaguar XJR-14      | 75 |
| 2               | Cat. 1 | 4  | Silk Cut Jaguar        | Teo Fabi Martin Brundle               | Jaguar XJR-14      | 74 |
| 3               | Cat. 2 | 1  | Team Sauber Mercedes   | Jean-Louis Schlesser Jochen Mass      | Mercedes-Benz C11  | 72 |
| 4               | Cat. 1 | 8  | Euro Racing            | Cor Euser Charles Zwolsman senior     | Spice SE90C        | 71 |
| 5               | Cat. 2 | 11 | Porsche-Kremer-Racing  | Manuel Reuter Harri Toivonen          | Porsche 962CK6     | 71 |
| 6               | Cat. 2 | 16 | Repsol Brun Motorsport | Oscar Larrauri Massimo Sigala         | Porsche 962C       | 69 |
| 7               | Cat. 2 | 18 | Mazdaspeed             | Maurizio Sandro Sala Pierre Dieudonné | Mazda 787          | 69 |
| 8               | Cat. 1 | 5  | Peugeot Talbot Sport   | Mauro Baldi Philippe Alliot           | Peugeot 905        | 69 |
| 9               | Cat. 2 | 12 | Courage Compétition    | Lionel Robert François Migault        | Cougar C26S        | 68 |
| 10              | Cat. 2 | 13 | Courage Compétition    | Michel Trollé Claude Bourbonnais      | Cougar C26S        | 67 |
| Ausgefallen     |        |    |                        |                                       |                    |    |
| 11              | Cat. 1 | 6  | Peugeot Talbot Sport   | Keke Rosberg Yannick Dalmas           | Peugeot 905        | 64 |
| 12              | Cat. 2 | 17 | Repsol Brun Motorsport | Jesús Pareja Walter Brun              | Porsche 962C       | 39 |
| 13              | Cat. 1 | 7  | Louis Descartes        | Luigi Taverna Philippe de Henning     | ALD C91            | 30 |
| 14              | Cat. 1 | 2  | Team Sauber Mercedes   | Michael Schumacher Karl Wendlinger    | Mercedes-Benz C291 | 20 |
| 15              | Cat. 2 | 14 | Team Salamin Primagaz  | Max Cohen-Olivar Antoine Salamin      | Porsche 962C       | 15 |
| 16              | Cat. 2 | 21 | Konrad-Motorsport      | Stefan Johansson Franz Konrad         | Porsche 962C       | 14 |
| 17              | Cat. 2 | 15 | Veneto Equipe SRL      | Marco Brand Andrea Filippini          | Lancia LC2         | 12 |
| Nicht gestartet |        |    |                        |                                       |                    |    |
| 18              | Cat. 2 | 1T | Team Sauber Mercedes   | Jochen Mass                           | Mercedes-Benz C11  | 1  |
| 19              | Cat. 1 | 6T | Peugeot Talbot Sport   | Keke Rosberg                          | Peugeot 905        | 2  |
| 20              | Cat. 1 | 8T | Euro Racing            |                                       | Spice SE90C        | 3  |

1 Ersatzwagen
2 Ersatzwagen
3 Ersatzwagen

### Nur in der Meldeliste
Hier finden sich Teams, Fahrer und Fahrzeuge, die ursprünglich für das Rennen gemeldet waren, aber nicht daran teilnahmen.
| Pos. | Klasse | Nr. | Team       | Fahrer        | Chassis      |
| ---- | ------ | --- | ---------- | ------------- | ------------ |
| 21   | Cat. 2 | 19  | Team Davey | Tim Lee-Davey | Porsche 962C |
| 22   | Cat. 2 | 20  | Team Davey |               | Porsche 962C |

### Klassensieger
| Klasse | Fahrer               | Fahrer        | Fahrzeug          | Platzierung im Gesamtklassement |
| ------ | -------------------- | ------------- | ----------------- | ------------------------------- |
| Cat. 1 | Martin Brundle       | Derek Warwick | Jaguar XJR-14     | Gesamtsieg                      |
| Cat. 2 | Jean-Louis Schlesser | Jochen Mass   | Mercedes-Benz C11 | Rang 3                          |

### Renndaten
- Gemeldet: 22
- Gestartet: 17
- Gewertet: 10
- Rennklassen: 2
- Zuschauer: 10000
- Wetter am Renntag: kalt, meist trocken, einige Regenschauer
- Streckenlänge: 5,800 km
- Fahrzeit des Siegerteams: 2:05:42,844 Stunden
- Gesamtrunden des Siegerteams: 75
- Gesamtdistanz des Siegerteams: 435,000 km
- Siegerschnitt: 207,614 km/h
- Pole Position: Teo Fabi – Jaguar XJR-14 (#4) – 1:33,672 = 222,905 km/h
- Schnellste Rennrunde: Martin Brundle – Jaguar XJR-14 (#4) – 1:29,182 = 234,128 km/h
- Rennserie: 2. Lauf zur Sportwagen-Weltmeisterschaft 1991